# Teatr Plastyków
Teatr Plastyków – polski teatr eksperymentalny założony i prowadzony przez Kazimierza Grochmalskiego w poznańskiej Państwowej Wyższej Szkole Sztuk Plastycznych (obecnie Uniwersytet Artystyczny im. Magdaleny Abakanowicz), stworzył nową jakość w polskim teatrze studenckim.
Największe sukcesy trupa teatralna osiągała w latach dziewięćdziesiątych XX wieku. Teatr i koncepcje artystyczne Grochmalskiego badała m.in. prof. Izabela Skórzyńska w monografii naukowej pt. „Teatry poznańskich studentów, 1953-1989. Konteksty, historie, interpretacje”. Według badaczki twórca Teatru Plastyków, który od początku lat 70. XX w. prowadził również znany Teatr Maya, porzucając ambicje tworzenia teatru politycznego sięgnął do bogatej tradycji teatru plastycznego, konfrontując ją m.in. z poetyką cyrku jako zjawiska łączącego artyzm z prześmiewczością, komizmem.
Z teatrem współpracowało wielu artystów, m.in. Robert Mleczko, który w magazynie Dwutygodnik wspominał, iż w Teatrze Plastyków uczestniczył w akcjach z pogranicza performance i ingerencji w przestrzeń galeryjną.
Teatr działał również poza Poznaniem, m.in. artystów Teatru Plastyków sprowadził w lutym 1995 do zielonogórskiego Biura Wystaw Artystycznych (BWA) ówczesny dyrektor Wojciech Kozłowski, krytyk teatralny i wykładowca akademicki w Instytucie Sztuk Wizualnych Uniwersytetu Zielonogórskiego. Teatr Plastyków wystawił sztukę pt. „Dzikie pawie”, co opisywała prasa: „Dzikie pawie” – to tytuł spektaklu, akcji Teatru Plastyków z poznańskiej Państwowej Wyższej Szkoły Sztuk Plastycznych. Prowadzony jest przez Kazimierza Grochmalskiego, twórcę teatru „Maja”, jednego z najważniejszych polskich kreatorów teatru alternatywnego. Sztuka w reżyserii Grochmalskiego spotkała się z wielkim zainteresowaniem widowni: Kazimierz Grochmalski, twórca znanego teatru „Maja”, trafił do PWSSP z zadaniem poprowadzenia seminarium teatralnego. Które – jak sam dziś mówi – nie bardzo szło, dopóki w zajęciach nie pojawiło się konkretne działanie. Jak glina w pracowni rzeźby, jak pędzel i farby w pracowni malarstwa. Tu – w pracowni wolnego wyboru – inne jest tylko tworzywo, z którego ma powstać dzieło. Wymagające innego rodzaju warsztatu i innej wyobraźni. (…) Co miesiąc Teatr Plastyków zaprasza do poznańskiego BWA na kolejny pokaz. Zainteresowanie pokazami – niedawno odbył się jedenasty – wskazuje, że ta forma konfrontacji potrzebna jest nie tylko adeptom sztuki.
Część zespołu Teatru Plastyków występowała również w Teatrze Maya, m.in. podczas jednego z najważniejszych wydarzeń artystycznych Europy Środkowo-Wschodniej, Malta Festival Poznań.